# Сеймур, Уильям
Уи́льям Джо́зеф Се́ймур (англ. William Joseph Seymour; 2 мая 1870, Сентервилл, Луизиана, США — 28 сентября 1922, Лос-Анджелес, Калифорния, США) — американский пятидесятнический евангелист, пастор «Миссии апостольской веры», епископ.
Уильям Сеймур являлся ключевой фигурой пробуждения на Азуза-стрит (1906—1909). Несмотря на то, что датой начала современного пятидесятничества принято считать 1 января 1901 года, именно пробуждение на Азуза-стрит превратило пятидесятническое движение во всемирный феномен.

## Биография

### Ранние годы
Уильям Джозеф Сеймур родился 2 мая 1870 года в городке Сентервилль, прихода Сент-Мэри, штата Луизиана. Его родители Саймон и Филлис Сеймуры, лишь недавно освободившиеся от рабства, женились в 1867 году и к моменту рождения Уильяма воспитывали дочь Розалию. Впоследствии, в семье Сеймуров родились ещё Саймон, Амос, Джулия, Исаак и Эмма. 4 сентября четырёхмесячный Уильям был крещён в католической «Церкви Вознесения» города Франклин штата Луизиана. В возрасте 10 лет родители Сеймура сумели отдать его в школу, до этого времени мальчик не умел ни читать, ни писать.
В середине 1890-х, спасаясь от расовых предрассудков и череды насильственных акций, направленных против афроамериканцев, Сеймур покидает юг США и перебирается на север. Ок. 1895 года он добирается до Индианаполиса, где устраивается работать официантом. Здесь Сеймур становится прихожанином Методистской епископальной церкви и вскоре переживает «рождение свыше». Чуть позже Сеймур попадает под влияние некоторых проповедников Движения святости, до конца жизни переняв у них идею расового равенства всех прихожан церкви.
В 1901 году Сеймур поступает в библейскую школу Мартина Уэлса Кнаппа в Цинцинати. В это время будущий проповедник переболел оспой, отчего ослеп на левый глаз (позже он использовал стеклянный глаз). После выздоровления Уильям Сеймур был рукоположен для служения в одной из групп движения святости (ныне — это «Церковь Бога, Андерсон, Индиана»). В качестве странствующего евангелиста в это время он посетил Чикаго, а также штаты Джорджия, Миссисипи, Луизиана и Техас.
В 1906 году Сеймур поступил в новообразованную библейскую школу Чарльза Парэма в Хьюстоне, штат Техас. Действовавшие в то время законы сегрегации не позволяли чернокожему студенту находиться в одном классе с белыми; однако Чарльз Парэм разрешил поставить отдельную парту для Сеймура в холле, чтобы последний мог слушать лекции, через открытую дверь. В школе Сеймур знакомится с пятидесятнической доктриной крещения Святым Духом и практикой говорения на языках. Проведя в школе 6 недель, Сеймур принимает предложение стать пастором церкви в Лос-Анджелесе и покидает Хьюстон.

### Пробуждение на Азуза-стрит

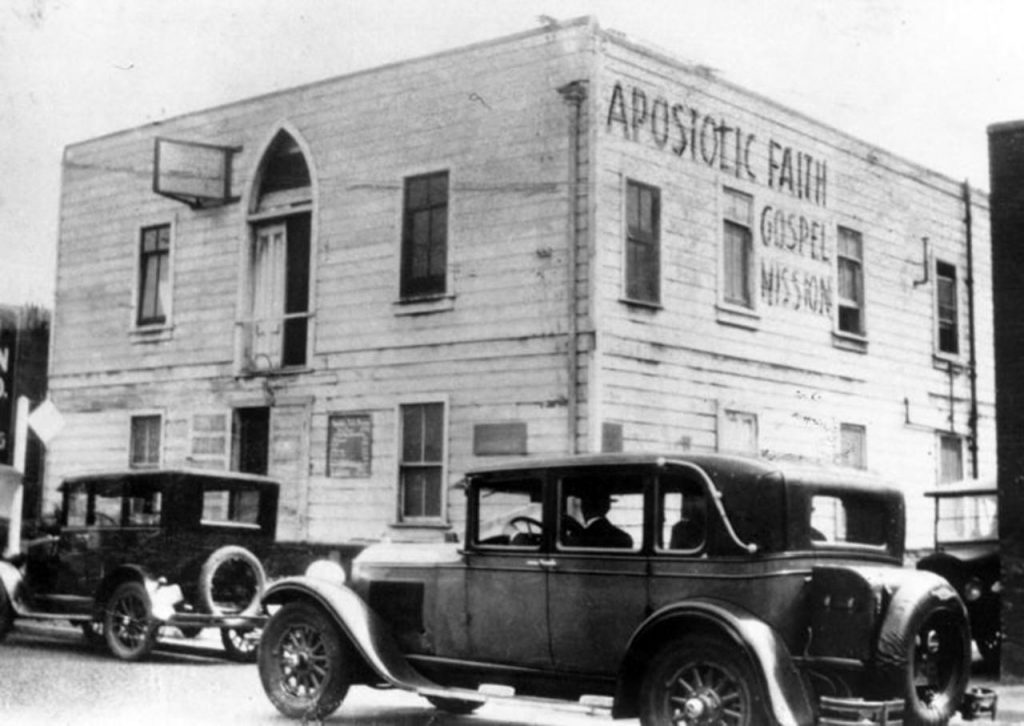
Здание Миссии апостольской веры на Азуза-стрит в 1928 году

Уильям Сеймур прибыл в Лос-Анджелес 22 февраля 1906 года и через два дня произнёс свою первую проповедь в церкви движения святости, основанной Джулией Хатчинз. Однако, община не приняла его учения о «говорении на языках» и Сеймуру было запрещено далее проповедовать в церкви. Семья Эдварда Ли предложила Сеймуру свой дом для молитвенных встреч и вскоре в этом доме сложилась небольшая община. С конца февраля 1906 года группа стала собираться в более просторном доме Ричарда Асберри на Норт-Бонни-Брей-стрит. 9 апреля 1906 года первые прихожане новой церкви Эдвард Ли и Дженни Эванс Мур «заговорили на языках». Три дня спустя, 12 апреля 1906 года подобное «духовное крещение» получил и сам Уильям Сеймур.
Рост группы заставил общину перенести свою богослужения в здание старой Африканской методистской епископальной церкви на улице Азуза. Верхний этаж здания использовался под склад, на нижнем этаже располагалась конюшня. Община наскоро отремонтировала здание и обставила его самодельной мебелью — скамьи были сколочены из досок и прибиты к пустым бочкам, кафедра была сделана из двух ящиков. Первое богослужение состоялось 15 апреля, в день Пасхи.
Критическая статья об этом богослужении, вышедшая 18 апреля 1906 года в газете «Лос-Анджелес Дэйли Таймс» совпала с разрушительным землетрясением в Сан-Франциско. Тысячи церковных трактатов, розданных сторонниками Сеймура и связавших эти два события, привлекли в здание миссии огромное количество любопытных зевак, репортёров и новых прихожан, начав т. н. пробуждение на Азуза-стрит.

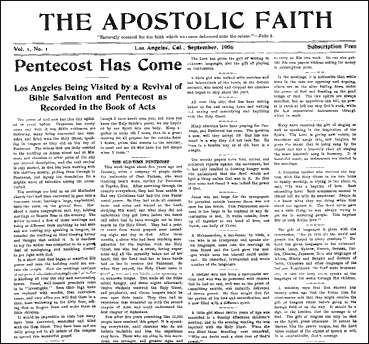
Первый выпуск газеты «Апостольская вера», 1906 год

В течение последующих трёх лет Уильям Сеймур ежедневно проводил по три богослужения в день. Иногда богослужения длились без перерыва 24 часа. В воскресные дни в здании собирались более 800 человек и ещё 500 находились на улице у здания. За всё это время миссию на Азуза-стрит посетили тысячи людей; значительная часть из них пережили пятидесятнический опыт крещения Святым Духом и распространили его по всей Америке и за её пределами. К 1910 году под влиянием пробуждения на Азуза-стрит за рубеж отправились 185 пятидесятнических миссионеров.
В сентябре 1906 года по многочисленным просьбам Сеймур начал издавать газету под названием «Апостольская вера». За несколько месяцев список подписчиков достиг более чем 20 тысяч. В течение следующего года он возрос до 50 тыс. В марте 1907 года миссия на Азуза-стрит получила официальную государственную регистрацию под названием «Миссия апостольской веры».
В мае 1908 года Уильям Сеймур женился на своей прихожанке и близкой соратнице Дженни Эванс Мур.
После этого брака его прежние помощницы Клэра Лам и Флоренс Кроуфорд покинули миссию и основали в Портленде конкурирующую церковь. Используя список адресов, по которым рассылалась газета «Апостольская вера», они издали собственный майский выпуск газеты, указав адрес для пожертвований в Портланде. Постепенно, центр движения переместился в Портленд.
Массовые богослужения на Азуза-стрит были прекращены к 1909 году. Однако Уильям Сеймур оставался пастором «Миссии апостольской веры» все последующие годы.

### Дальнейшее служение

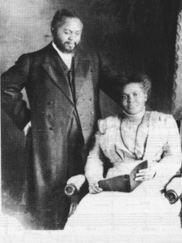
Уильям Сеймур со своей женой Дженни (фото 1912 года)

В последующие годы служение Уильяма Сеймура пережило ряд болезненных расколов, связанных с выходом из него «белых» пятидесятников и пятидесятников-единственников.
В 1915 году Сеймур, оставаясь служителем миссии на Азуза-стрит, опубликовал «Доктрины и учение Миссии апостольской веры на Азуза-стрит в Лос-Анджелесе». В этом же году он принял сан епископа. Чуть позже Сеймур совершит ряд миссионерских поездок по стране, иногда путешествуя вместе с Чарльзом Харрисоном Мейсоном (1866—1961), основателем афро-американской Церкви Бога во Христе. Сеймуру удалось основать ряд новых приходов, преимущественно в штате Виргиния.
Уильям Сеймур скончался 28 сентября 1922 года в возрасте 52 лет. Согласно медицинскому заключению, причиной смерти стала сердечная недостаточность. Епископ был похоронен на кладбище Эвергрин в Лос-Анджелесе. На его памятнике высечены слова: «Наш Пастор».
После смерти Сеймура миссией в Лос-Анджелесе управляла его жена Дженни. В 1931 году здание миссии на Азуза-стрит было снесено. После смерти миссис Сеймур в 1936 году деятельность миссии в Лос-Анджелесе была прекращена. Общины, основанные Сеймуром в Виргинии, в настоящее время составляют «Объединённое братство оригинальной миссии на Азуза-стрит» (United Fellowship of the Original Azusa Street Mission).

## Влияние
Первые историки «белых» пятидесятнических церквей зачастую игнорировали афро-американские корни своего движения; роль Сеймура во многом была принижена или забыта. Лишь в конце XX века, после того как «черные» и «белые» американские пятидесятники предприняли ряд усилий по преодолению исторического раскола, Уильяму Сеймуру было оказано должное внимание. Уже в 1972 году профессор Йельского университета Сидней Альстром назвал Сеймура «самым влиятельным чёрным лидером в американской религиозной истории». В настоящее время исследователи рассматривают Сеймура как одну из ключевых фигур начала мирового пятидесятнического движения.

## Публикации
- Seymour William J. The Doctrines and Discipline of the Azusa Street Apostolic Faith Mission of Los Angeles, CA: with Scripture Readings. — ill.. — Los Angeles, CA: Azusa Mission, 1915. — 95 p.

Seymour William J. The Doctrines and Discipline of the Azusa Street Apostolic Faith Mission of Los Angeles, California / Martin, Larry. — ill.  Foreword by Bishop Carlton Pearson. — Joplin, MO: Christian Life Books, 2000. — 170 p.
- Seymour William J. Azusa Street Sermons / Martin, Larry. — Joplin, MO: Christian Life Books, 1999. — 123 p.